# چشمه خانم
چشمه خانم روستایی در دهستان برون بخش اسلامیه شهرستان فردوس استان خراسان جنوبی ایران است.

## جمعیت
بر پایه سرشماری عمومی نفوس و مسکن در سال ۱۳۹۵، جمعیت این روستا کمتر از ۳ خانوار بوده‌است.

## جغرافیا
چشمه خانم در فاصله ۳۵ کیلومتری شمال غربی شهر فردوس قرار دارد و مردمش به گویش تونی صحبت می‌کنند.